# Serrana Bassini
Serrana Mariela Bassini Casco (Soriano, 2 de abril de 1958) es una abogada, escribana y autora uruguaya.
La primera mujer en ocupar el cargo de Secretaria General de la Unión Postal de las Américas, España y Portugal (UPAEP), nombrada por el período 2006-2009 y reelecta por el período 2010-2013.
En mayo de 2016 es nombrada jefa del Programa para América Latina y el Caribe, y coordinadora de métodos de Cooperación de la Unión Postal Universal (UPU), agencia de Naciones Unidas con sede en Berna, Suiza.

## Biografía
Nació el 2 de abril de 1958 en la ciudad de Mercedes, Soriano, Uruguay.
Se graduó en la Universidad de la República (UDELAR) con los títulos de Doctora en Derecho y Ciencias Sociales y Escribana Pública. Posteriormente se diplomó en Derecho Internacional Público y Privado y en Derecho Administrativo Nacional e Internacional en la misma universidad. Realizó un postgrado de Recursos Humanos (MBA) en la Universidad Católica del Uruguay.
En el período desde 1980 al 1995 desempeñó el cargo de Directora de la División de Asuntos Internacionales, Directora de la División de Asuntos Legales, Presidenta del Tribunal de Calificaciones y Promociones y profesora de la Escuela Postal en la Administración Nacional de Correos (Correo Uruguayo). Durante su tiempo en el Correo Uruguayo, ayudó a dirigir dos fases de reestructuración de la organización, y contribuyó a la formación de los funcionarios postales.
Como Jefa de Delegación en los Congresos de la UPU, disertó en más de 60 seminarios y conferencias sobre materia postal. Gestionó la Dirección de Proyectos Regionales de Carácter Estratégico, fomentó el desarrollo de exportaciones mediante envíos postales para pequeñas y medianas empresas, el Plan de Desarrollo Regional UPU/UPAEP y la Reforma Postal. 
En 2009 recibió la distinción honorífica del Gobierno de la República Dominicana, Orden del Mérito de Duarte, Sánchez y Mella por su aporte en el desarrollo de las labores de correos en la República Dominicana.